# Nimfa adormită

Ansamblul statuar „Gigantii si nimfa adormita” din Parcul Carol I așa cum a fost proiectat inițial. Carte poștală ilustrată din arhiva Muzeului Municipiului București.

Nimfa adormită este opera realizată în marmură de sculptorul român Filip Marin în anul 1906.
Inițial, la inaugurarea din anul 1906, statuia făcea parte din ansamblul statuar „Giganții și nimfa adormită” amplasat în Parcul Carol I. Statuile au fost așezate în fața Palatului Artelor și a peșterii artificiale din fața acestuia. Grota era denumită Grota cu Giganți sau Grota fermecată. Cele trei statui reprezentau personajele unei legende, conform căreia doi gemeni erau îndrăgostiți de aceași femeie.  Ea s-a aruncat în valuri, urmând ca acela dintre frați care va izbuti să o salveze să-i devină soț. Rivalitatea dintre cei doi a făcut însă ca frumoasa fecioară să se înece. Cei doi frați au fost transformați în piatră datorită iubirii neimplinite, iar persoana iubită de ei este transformată în cascadă. În fața fostului Palat al Artelor cei doi giganți erau așezați unul în fața celuilalt, iar în mijloc, între ei, culcată, Frumoasa adormită. 
În anii ’60 ai secolului trecut ansamblul a fost risipit: grota a fost demolată, giganții au fost mutați în altă latură a parcului, iar „nimfa” a ajuns în Parcul Herăstrău. În prezent „Administrația Monumentelor și Patrimoniului Turistic” intenționează să reamplaseze monumentele într-un context apropiat de cel originar.
Monumentul este înscris în Lista monumentelor istorice 2010 din Municipiul București, cod LMI B-III-m-A-21039.
Statuia se află în Parcul Herăstrău din Piața Charles de Gaulle f. nr., sector 1.

## Vezi și
Statuile Giganții